# Etheldred Benett
Pour les articles homonymes, voir Benett.
Etheldred Benett, née le 22 juillet 1776 à Tisbury, dans le Wiltshire, et morte le 11 janvier 1845 à Norton Bavant, Wiltshire, est une géologue et paléontologue britannique, l'une des premières femmes chercheures de ce champ scientifique. Elle s'est spécialisée dans la collecte et l'étude de fossiles qu'elle a découverts dans le sud-ouest de l'Angleterre. Elle a travaillé en étroite collaboration avec de nombreux géologues contemporains et sa collection de fossiles a eu une importance pour le développement scientifique de la géologie.

## Biographie
Etheldred Benett naît dans le Wiltshire, dans une famille de la petite noblesse britannique, fille de Thomas Benett et de Catherine née Darell. Son frère aîné, John Benett, est Deputy Lieutenant du comté et magistrat, puis député du South Wiltshire au parlement britannique, sa sœur cadette, Anna Maria Benett est botaniste. Son arrière-grand-père William Wake, dont elle a édité un livre de mémoires familiales, a été archevêque de Cantorbéry.
À partir de 1802, elle réside à Norton House, propriété située à Norton Bavant, près de Warminster, dans le Wiltshire. Très peu d'éléments de son parcours de formation sont connus. À partir de 1809, elle se consacre à la collecte et à l'étude des fossiles. Elle a le plus souvent résidé à Warminster, où elle a commencé sa collection, aussi, elle a une certaine familiarité avec les sites sur lesquels elle trouvait les fossiles et elle était bien informée de la stratigraphie. Son intérêt pour la géologie a été encouragé par le botaniste Aylmer Bourke Lambert, avec lequel elle a des liens familiaux. Lambert est membre fondateur de la Linnean Society of London (1788), de la Royal Society et de la Société géologique de Londres. Les recherches de Benett sont souvent référencées dans les publications de Lambert. Elle a aussi eu des échanges avec Gideon Mantell, sur la stratigraphie. Son travail est surtout reconnu pour sa participation au manuel de James Sowerby, intitulé Mineral Conchology, dans lequel elle a contribué pour 41 spécimens.
La plus grande partie de sa collection de fossiles est actuellement conservée à l'Académie des sciences naturelles de Philadelphie, après son rachat par Thomas Bellerby Wilson, ou dans des musées britanniques, notamment celui de Leeds.
Elle a établi l'une des premières mesures de carrière géologique, à Tisbury, avec l'aide d'un ouvrier à qui elle donnait des instructions, qu'elle a intitulée The measure of different beds of stone in Chicksgrove Quarry in the parish of Tisbury, Wiltshire. Elle adresse en 1815 un exemplaire de ce relevé à la Société géologique de Londres, indiquant que ce travail est encore incomplet. Ce travail est pourtant publié, sans que son accord soit sollicité, par Sowerby, en 1816, fait qu'elle mentionne dans sa correspondance avec Gideon Mantell.
Etheldred Benett s'intéressait également à la conchyliologie. Son travail a été reconnu et valorisé par des scientifiques de son époque, notamment Gideon Mantell et Sowerby. 
Elle n'a publié que deux articles, qui décrivent les fossiles de sa collection.
Elle meurt à son domicile de Norton House, à Norton Bavant, dans le Wiltshire, à 69 ans.

## Postérité
Après sa mort, sa collection de fossiles est vendue à Thomas Wilson, un médecin de Newark, dans le Delaware, qui en a fait don à l'Académie des sciences naturelles de Philadelphie. Sa collection a été décrite de façon détaillée par trois chercheurs, E. E. Spammer, A. Bogan et H. Torrens, accompagnée de photographies et de dessins des fossiles.

## Publications
- (éd.) A Catalogue of the Organic Remains of the County of Wiltshire, 1831
- (éd.) A brief enquiry into the antiquity, honour and estate of the name and family of Wake, 1833 (écrit par son arrière-grand-père William Wake, archevêque de Canterbury.

## Galerie

Dessins d'Etheldred Benett
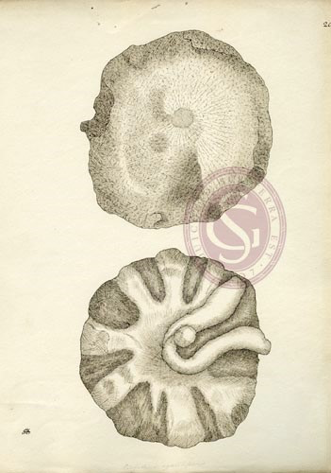
Croquis de fossiles Alyconia
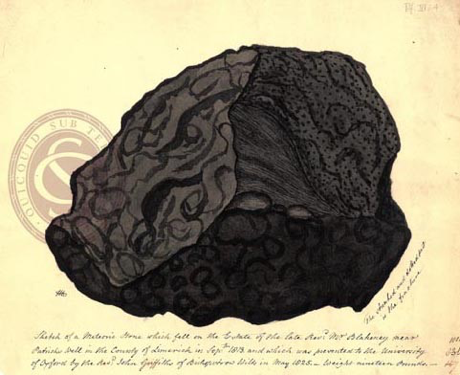
Aquarelle de Météorite, 1825